# Aksel Airo
Aksel Fredrik Airo, finski general, * 14. februar, 1898, Turku, Finska, † 1985, Heinola.
Med zimsko in nadaljevalno vojno je bil glavni strateški načrtovalec in drugi v liniji poveljstva. Po nadaljevalni vojni ga je aretirala komunistična policija in ga zaprla.
Potem, ko so ga leta 1948 izpustili iz zapora (prejel je predsedniško pomilostitev), je za nekaj časa izginil iz javnega življenja, nato pa je postal poslanec v državnem zboru Finske.